# Jacopo Maria Bicocchi
Jacopo Maria Bicocchi (Reggio Emilia, 1º agosto 1980) è un attore italiano.

## Biografia
Nel 2007 si è diplomato alla scuola di recitazione del Teatro Stabile di Genova. Ha lavorato nel teatro, nel cinema e in televisione. In teatro ha recitato principalmente con lo Stabile di Genova e di Bolzano, con la direzione di Anna Laura Messeri, Massimo Mesciulam, Renzo Trotta, Alberto Giusta, Flavio Parenti, Cristina Pezzoli e Fausto Paravidino. Ha recitato nella serie televisiva Raccontami, regia di Riccardo Donna e Tiziana Aristarco, e nei film Giulia non esce la sera di Giuseppe Piccioni, La prima linea di Renato De Maria e Diaz - Don't Clean Up This Blood di Daniele Vicari. Ha vinto il Premio nazionale delle Arti del Ministero dell'istruzione dell'università e della ricerca italiano come migliore attore giovane emergente nel 2006, il Premio Hystrio alla Vocazione nel 2007 e il premio "Nuove sensibilità" 2010 per lo spettacolo Histoire d'A. È uno dei fondatori della compagnia teatrale "Compagnia DeiDemoni".

## Filmografia

### Cinema
- Giulia non esce la sera, regia di Giuseppe Piccioni (2009)
- La prima linea, regia di Renato De Maria (2009)
- Diaz - Don't Clean Up This Blood, regia di Daniele Vicari (2012)
- Ci vuole un gran fisico, regia di Sophie Chiarello (2013)
- Viaggio sola, regia di Maria Sole Tognazzi (2013)
- Wax - We Are the X, regia Lorenzo Corvino (2016)

### Televisione
- Il commissario De Luca, regia di Antonio Frazzi (2008)
- Raccontami, regia di Riccardo Donna e Tiziana Aristarco (2008)
- Un matrimonio, regia di Pupi Avati (2013)
- Amore oggi, regia di Giuseppe G. Stasi e Giancarlo Fontana (2014)
- Crazy for Football - Matti per il calcio, regia di Volfango De Biasi - film TV (2021)
- Vostro onore, regia di Alessandro Casale - serie TV (2022)

## Teatro

### Attore
- L'allegro diavolo di Edmonton, regia Anna Laura Messeri, Teatro Stabile di Genova (2006)
- I demoni, regia di Renzo Trotta, teatro del Canovaccio di Catania e Teatro stabile di Genova (2006)
- L'attore romano, di P. Massinger , regia di Massimo Mesciulam, Teatro stabile di Genova (2007)
- Rum di Parenti-Besozzi, regia di Flavio Parenti, Teatro stabile di Genova (2007)
- Terrorismo di V. e O. Presnjakov, regia di Alberto Giusta, Teatro stabile di Genova (2007)
- Iwona principessa di Borgogna di Witold Gombrowicz, regia di Anna Laura Messeri, Teatro stabile di Genova (2007)
- Il misantropo di Molière, regia di Renzo Trotta, Compagnia DeiDemoni (2007)
- L'esame di Andy Hamilton, regia di Mauro Parrinello, Compagnia DeiDemoni (2008)
- La fine di Shavuoth di Stefano Massini, regia di Cristina Pezzoli, Teatro Stabile di Bolzano (2008)
- Kvetch di S. Berkof, Compagnia DeiDemoni in collaborazione con il teatro Argot di Roma e con il Nuovo teatro nuovo di Napoli (2009)
- La malattia della famiglia M, regia di Fausto Paravidino, Teatro stabile di Bolzano (2009)
- Glengarry Glen Ross di David Mamet, regia di C. Pezzoli (2010)
- Historie d'A di Jacopo-Maria Bicocchi e Elisa Marinoni, Nuovo teatro nuovo di Napoli (2011)
- Scuolasbroc da una idea di Cristina Pezzoli e Letizia Russo (2011)
- S)legati di e con Jacopo-Maria Bicocchi e Mattia Fabris (2011)
- Il motore ad acqua di David Mamet, regia di Mauro Parrinello, Compagnia DeiDemoni e Teatro stabile di Genova (2012)

### Regista
- L'odore del mondo di e con Gisella Szaniszlò (2009)
- Historie d'A di Jacopo Maria Bicocchi e Elisa Marinoni, Nuovo teatro nuovo di Napoli (2010)
- Diario da Stranalandia di Jacopo Maria Bicocchi, Massimo Malagugini, Gisella Szaniszlò, Compagnia DeiDemoni (2012)